# 本傑明量表
性別取向量表（英語：Sex Orientation Scale，簡稱SOS）是哈利·本傑明於1966年提出的一種分類方法，旨在对出生时被指定为男性的人群中異裝癖和易性癖的各種形式和子類型進行分類與理解。這是一個七點量表，其中包含三種類型的異裝癖、三種類型的易性癖，以及一個代表典型男性的類別。此量表类似于和性取向相關的金赛量表，後者同樣分為七個類別。
與金賽對性取向的理解類似，本杰明认为性别认同和性別表現的本質並非離散的刻度，而是一個具有多種變化的光谱或連續體。然而，本傑明量表並不反映現代對性別認同的理解，並且作為當代診斷工具的實用性有限，尤其是因為它將性別認同與性取向混為一談。
本傑明擔心為患者進行性別肯定手術的外科醫生可能面臨法律後果，因此在決定是否推薦某人接受手術時，他側重於患者是否能夠成功融入目標性別社會，以及是否不太可能對自己的決定感到後悔——此外，還要求患者擁有穩定不變的性別認同。

## 性別取向量表（SOS）
本傑明區分了異裝癖、易性癖和同性戀。他將異裝癖定義為穿著或表現為異性，但對自身生殖器沒有不適感。相較之下，變性者則對自身身體感到極度不適，並尋求醫療介入，以便能夠以異性身份生活。變性者常覺得自己「生錯了身體」。基於這一區分，本傑明創建了一個七點量表，稱為「性別取向量表」，靈感來自阿爾弗雷德·金賽的性取向量表。「類型〇」指的是對自身性別沒有任何矛盾的人，即現代術語中的「順性別者」。其餘類型一至六則構成從異裝癖到易性癖的光譜，兩者分別處於量表的兩極。
生理性別與性別角色的迷失與猶豫（男性）
| 群組 | 类型 | 名稱                 | 金赛量表 |
| ---- | ---- | -------------------- | -------- |
| 一   | 一   | 偽異裝癖             | 0–6      |
| 一   | 二   | 戀物性異裝癖         | 0–2      |
| 一   | 三   | 真異裝癖             | 0–2      |
| 二   | 四   | 易性癖（非手术）     | 1–4      |
| 三   | 五   | 真易性癖（中等强度） | 4–6      |
| 三   | 六   | 真易性癖（高强度）   | 6        |

本傑明指出：「必须再次强调，剩下的六种类型并非且永远无法被明确区分。」
本杰明补充了一条警告：
「此处的意图在于指出对于异装癖与易性现象或许存在多种概念及分类方式。未来的研究与观察或许能够确定哪一种分类方式最为接近真相，进而有可能获得对其成因的理解。」
本傑明的量表參考並使用了阿爾弗雷德·金賽的性取向量表，以區分「真易性癖」與「異裝癖」。

## 现代观点
当代对于性别认同与分类的看法與哈利·本傑明最初的观点存在显著差异。性取向现今已不再被当作诊断标准，亦不再用于区分變性者、異裝者以及其他形式的非常規性別行為與表現。現代觀點還將恋物性异装症排除在跨性别认同与分类范畴之外，原因在于这种类型的異裝癖与性别表现或认同并无关联，而是一种明确的性现象，最为常见于既非跨性别亦非同性恋的人群。本傑明的量表是针对异性恋跨性别女性所设计，因此跨性别男性的认同无法与这些类别相对应。